# Masugnen i Åryd

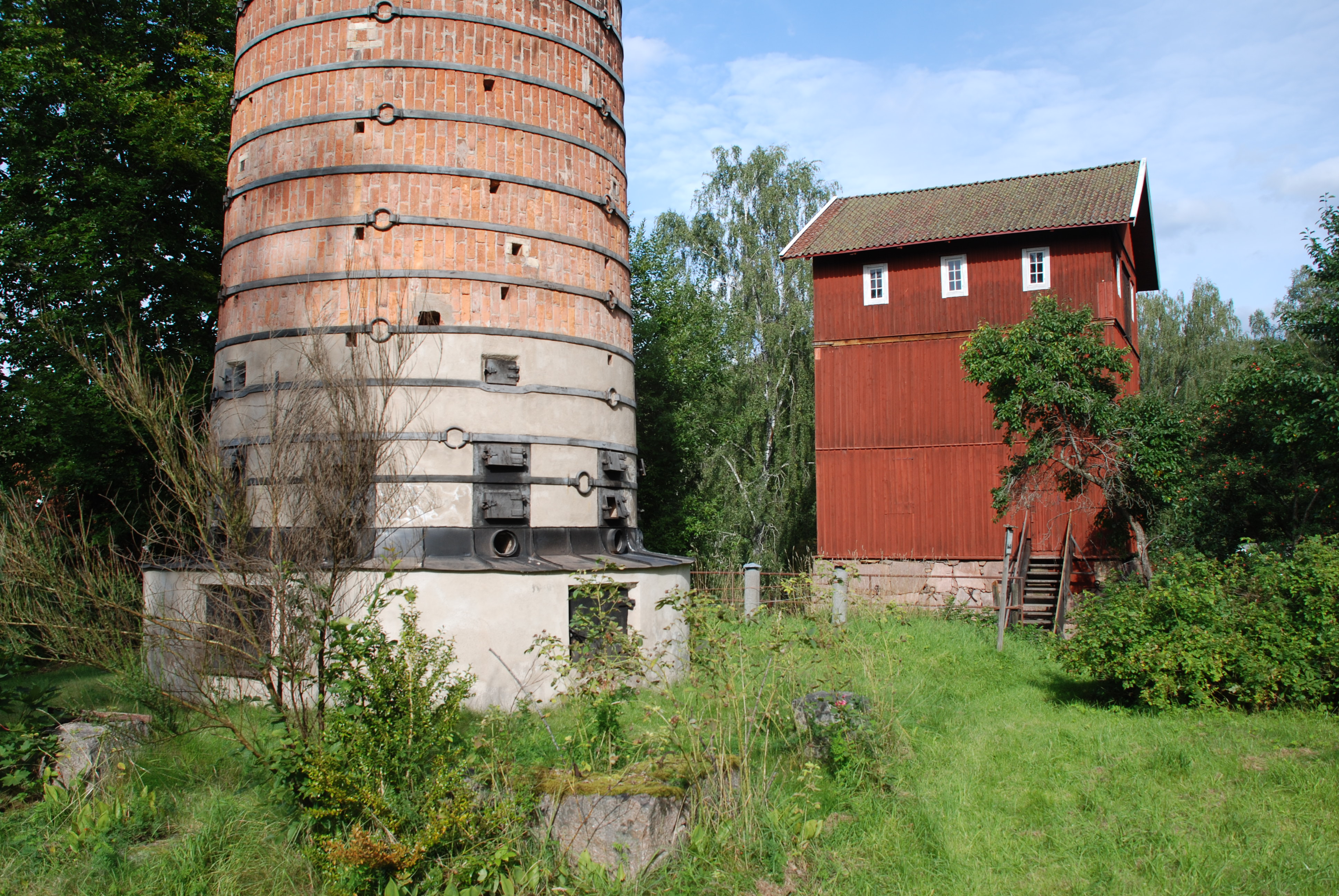
Rostugnen (till vänster) och masugnen i Åryd

Masugnen i Åryd utanför Växjö har funnits sedan 1640-talet då bröderna Arnold och Jacob de Rees övertog järnbruket i Åryd. Den nuvarande masugns-byggnaden uppbyggdes dock på 1850-talet och den nuvarande rostugnen uppfördes 1873 bara tretton år innan lades ner och byggnaderna har sedan dess inte använts i bruk. Idag fungerar byggnaderna som turistmål och som grund för guidade turer för folk som är intresserade av historien runt bruket.